# Secondatia macnabii
Secondatia macnabii là một loài thực vật có hoa trong họ La bố ma. Loài này được (Urb.) Woodson miêu tả khoa học đầu tiên năm 1932.